# Valea Caselor (gmina Popești)
Valea Caselor – wieś w Rumunii, w okręgu Vâlcea, w gminie Popești. W 2011 roku liczyła 53 mieszkańców.